# Butterfly (filme de 2000)
Butterfly é um documentário dirigido por Doug Wolens sobre a heroína e ambientalista Julia Butterfly Hill, que chamou a atenção do mundo por sua vigília de dois anos a 54 metros de altura sobre Luna, uma sequóia ancestral, impedindo o seu corte. O filme foi ao ar pela primeira vez na PBS em 2000.

## Elenco
- Julia Hill, como ela mesma